# Institut Paul Bocuse
Institut Paul Bocuse (nay là Institut Lyfe) là một trường quản lý khách sạn quốc tế , kinh doanh khách sạn, nhà hàng và nghệ thuật ẩm thực ở Ecully, Lyon. Học viện Paul Bocuse là một trong những trường ẩm thực hàng đầu ở Pháp cùng với Ferrandi Paris.
Trường được đặt tên theo đầu bếp người Lyon Paul Bocuse (1926-2018) , người đồng sáng lập vào năm 1990 với Gérard Pélisson (đồng sáng lập tập đoàn Accor, và là chủ tịch hội đồng quản trị từ năm 1998) .

## Lịch sử
Năm 1990, đầu bếp Paul Bocuse  đã thành lập  Học việt Ẩm thực Bậc cao (HEC) theo yêu cầu của Bộ trưởng Bộ Văn hóa, Jack Lang. Trường được đổi tên thành Institut Paul Bocuse vào năm 2002. Gérard Pélisson  tham gia vào hội đồng quản trị của trường vào năm 1998. Khuôn viên của trường tập trung xung quanh lâu đài Vivier (xung quanh công viên Vivier rộng 7 hecta) theo phong cách tân Gothic, được xây dựng bởi nhà công nghiệp lyon Cyrille Cottin vào thế kỷ 19 .

## Cơ sở vật chất
- 6 nhà hàng thưc hành nơi dạy về ẩm thực và phục vụ.
- Khách sạn 5 * (Le Royal MGallery by Sofitel) để dạy tất cả các quy tắc của khách sạn hạng sang, duy nhất ở Châu Âu.

Nhà hàng thực hành của trường, Saisons, do bếp trưởng MOF (Thợ thủ công hàng đầu Pháp) Davy Tissot điều hành, mở cửa phục vụ công chúng từ thứ Hai đến thứ Sáu. Nhà hàng Saisons đã đạt 1 sao Michelin vào năm 2020 và trở thành nhà hàng thực hành đầu tiên đạt được sao Michelin ở Pháp.
Kể từ năm 2013, một nhà hàng  thực kiểu Bistrot thứ hai đã mở Place Bellecour ở Lyon . Nó được trang trí bởi Pierre-Yves Rochon với chủ đề: trong suốt.

## Chương trình đào tạo
Học viện Paul Bocuse đón nhận 1000 sinh viên thuộc 55 quốc tịch khác nhau trong khuôn viên trường và cung cấp các khóa học sau đại học.
- Cử nhân (Hons.) Quản lý khách sạn quốc tế
- Cử nhân (Hons.) Quản lý dịch vụ ăn uống quốc tế
- Cử nhân Quản lý Quốc tế về Nghệ thuật Ẩm thực
- Thạc sĩ Quản lý Khách sạn Quốc tế
- Thạc sĩ về Lãnh đạo & Đổi mới Ẩm thực

## Thành tích đào tạo
Học viện Paul Bocuse được Bộ Giáo Dục và Bộ Lao Động của Pháp công nhận. Các chương trình cử nhân cũng là chương trình được thẩm định bởi chính phủ Pháp.

## Chương trình liên kết
- Trường Kinh doanh EM Lyon cho chương trình Thạc sĩ Quản lý Khách sạn Quốc tế
- UAS Haaga-Helia (Phần Lan) cho chương trình Thạc sĩ Lãnh đạo Ẩm thực & Đổi mới
- iaelyon School of Management cho chương trình Cử nhân Quản lý Nhà hàng và Khách sạn Quốc tế

## Cựu học sinh nổi tiếng
- Sebastien Bras bếp trường nhà hàng Bras**
- Jean Imbert bếp trưởng nhà hàng Plaza Athénée*
- Cesar Troisgrois bếp trưởng nhà hàng Troisgrois***
- Fabrizio Mellino bếp trưởng nhà hàng Quattro Passi***
- Naïs Pirollet vô địch Bocuse d'Or Pháp 2022